# Glishades
Glishades – rodzaj hadrozauroida żyjącego w późnej kredzie na obecnych terenach Ameryki Północnej. Został opisany w 2010 roku przez Alberta Prieto-Márqueza w oparciu o niekompletne kości przedszczękowe (AMNH 27414) odkryte w górnokredowych osadach formacji Two Medicine w stanie Montana. Od innych hadrozauroidów odróżnia go unikalna kombinacja cech czaszki. Analiza kladystyczna wykorzystująca największą parsymonię przeprowadzona przez Prieto-Márqueza zasugerowała, że Glishades jest hadrozauroidem nienależącym do Hadrosauridae. Na poddrzewie największej zgodności wygenerowanym w analizie był taksonem siostrzanym dla Bactrosaurus johnsoni. Tę hipotezę pozycji filogenetycznej Glishades wspierają dwie niedwuznaczne synapomorfie – tylno-dolne zgrubienie na spodniej stronie kości przedszczękowej (niezależnie wykształcone również u niektórych innych hadrozauroidów) oraz otwory na obu kościach przedszczękowych przyległe do płaszczyzny przystrzałkowej rostrum. Gatunkiem typowym rodzaju jest Glishades ericksoni.
Według Campione i współpracowników (2013) Glishades ericksoni może nie być ważnym taksonem, a jego holotyp to prawdopodobnie młody osobnik należący do któregoś z gatunków hadrozaurów z podrodziny Saurolophinae. Autorzy ci stwierdzili, że cechy budowy szkieletu uznane przez Prieto-Márqueza za charakterystyczne dla Glishades w rzeczywistości występują też u młodych osobników należących do rodzajów Prosaurolophus, Gryposaurus i Maiasaura. Campione i współpracownicy uznali G. ericksoni za nomen dubium.